# フォルカーク
フォルカーク (Falkirk) は、スコットランドのタウンで、カウンシル・エリアのフォルカークの行政上の中心である。
セントラル・ローランズに位置している。
エディンバラの北西37.5km、グラスゴーの北東33.0kmに位置している。
2001年の国勢調査における人口は32,422人、2008年の推定人口は34,570人で、人口は増加傾向にある。スコットランドでは、20番目に人口の多い街である。フォルカーク・カウンシル・エリア全体での人口は、156,800人であった。
フォース・アンド・クライド運河とユニオン運河が交わる場所に位置しているため、産業革命期において重工業の中心としてフォルカークが発展した大きな要因となった。18、19世紀には、製鉄、鉄鋼業の中心となった。

## スポーツ
- フォルカークFC

## 出身人物
- デヴィッド・ウィアー - サッカー選手
- トミー・ダグラス - カナダの政治家

## 姉妹都市
- フランス カンペール
- フランス クレテイユ
- ドイツ オーデンヴァルト
- アメリカ合衆国 サンラフェル (カリフォルニア州)

## 関連事項
- アレクサンダー・デニス - フォルカークに本社のあるヨーロッパ最大のバス製造会社。